# All Things Come in Waves
All Things Come in Waves is het derde studio-album van de Belgische band Arid, in 2008 uitgebracht door Lipstick Notes.

## Composities
| 1.                 | Right This Time                  | 2:45 |
| 2.                 | When It's Over It's Over         | 3:54 |
| 3.                 | Words                            | 3:46 |
| 4.                 | Why Do You Run                   | 3:00 |
| 5.                 | Lost Stories (Run Away with You) | 4:11 |
| 6.                 | If You Go                        | 4:10 |
| 7.                 | Tied to the Hands That Hold You  | 3:13 |
| 8.                 | I Don't Know Where I'm Going     | 3:02 |
| 9.                 | I Hear Voices                    | 3:28 |
| 10.                | In Praise Of                     | 3:17 |
| Totale duur: 34:46 |                                  |      |